# Anthropology of food
Anthropology of food est une revue électronique bilingue (français / anglais) consacrée à l'analyse sociale des faits alimentaires. C'est une revue en accès ouvert hébergée par le portail français de revues scientifiques OpenEdition Journals. Rassemblant les contributions d'historiens, de géographes, de philosophes, d'économistes et d'anthropologues, elle a pour objet d'étudier le fait alimentaire dans toutes ses dimensions sociales.

## Historique
Les thématiques des derniers numéros portent sur :
- no 14 : Gastro-politics: Culture, Identity and Culinary Politics in Peru (2019)
- no 13 : Tourism and Gastronomy (2018)
- no 12 : Alimentation et cancers dans le monde, les expériences des personnes malades et en rémission (2017)
- no 11 : Cultures alimentaires et territoires (2016)
- no 10 : Les conditions de la recherche en sciences humaines et sociales dans le domaine de l’alimentation (2016)
- no 9 : Patrimoines alimentaires enfantins (2015)
- no 8 : Patrimoines alimentaires (2011)
- no 7 : Migrations, pratiques alimentaires et rapports sociaux (2010)
- no 6 : L'alimentation en condition de précarité dans les pays "riches" (2008)
- no 5 : Nourriture et religion (2006)
- no 4 : Produits locaux (2005)
- no 3 : Vin et globalisation (2004)
- no 2 : Le lait (2003)
- no 1 : Regards croisés sur quelques pratiques alimentaires en Europe (2003)
- no 0 : Traditions et identités alimentaires locales (2001)